# Hlobyne
Hlobyne (en ukrainien : Глобине) ou Globino (en russe : Глобино) est une ville de l'oblast de Poltava, en Ukraine. Sa population s'élevait à 9 741 habitants en 2016.

## Géographie
Hlobyne est située à 96 km à l'ouest-sud-ouest de Poltava et à 229 km au sud-est de Kiev.

## Histoire
La colonie, d'où est issue Hlobyne est mentionnée pour la première fois en 1737 sous le nom de Malenkyï Kahamlytchok (en ukrainien : Маленький Кагамличок). Elle est plus tard nommée d'après le Cosaque Hlobyne (mort en 1790). L'arrivée du chemin de fer, en 1878, a favorisé le développement industriel, en particulier l'industrie sucrière qui a joué un rôle important jusqu'à la fin du XXe siècle et reste le plus grand employeur de la ville. Au cours de la Seconde Guerre mondiale, Hlobyne est occupée du 13 septembre 1941 au 26 septembre 1943 par les forces de l'Allemagne nazie, qui laissent une ville détruite en se retirant. En 1957, Hlobyne reçoit le statut de commune urbaine et en 1976 celui de ville.

## Population
Recensements (*) ou estimations de la population :
| 1851  | 1959*  | 1970*  | 1979*  | 1989*  | 2001*  |
| ----- | ------ | ------ | ------ | ------ | ------ |
| 2 045 | 12 504 | 13 103 | 13 069 | 13 717 | 12 902 |

| 2011   | 2012   | 2013   | 2014  | 2015  | 2016  |
| ------ | ------ | ------ | ----- | ----- | ----- |
| 10 487 | 10 251 | 10 043 | 9 921 | 9 820 | 9 741 |